# Макмиллан-Скотт, Эдвард
Э́двард Хью Кристиа́н Макми́ллан-Скотт (англ. Edward Hugh Christian McMillan-Scott; род. 15 августа 1949) — британский политик.
Был депутатом Европейского парламента от избирательных округов Йоркшир и Хамбер. Четыре раза избирался в качестве вице-президента Европейского парламента, 2004—2014 годы: главное направление его деятельности — права человека и демократия. Впервые был избран в качестве внефракционного депутата Европейского парламента в 1984 году. Макмиллан-Скотт был членом Консервативной партии Великобритании до его участия в протесте по переходу консерваторов после европейских выборов в июне 2009 года к недавно созданной умеренной евроскептической парламентской группе — Европейские консерваторы и реформисты, но затем был исключён из числа консерваторов без уведомления и объяснения причины. Он подал апелляцию, но после заседания в качества независимого (внефракционного) депутата Европейского парламента присоединился к «Либеральным-демократам» в марте 2010 года.
Макмиллан-Скотт был лидером ДЕП Консервативной партии в 1997—2001 годах. Он был переизбран на первое место в региональном списке Йоркшира и Хамбер на выборах в 2009 году. Макмиллан-Скотт является убеждённым еврооптимистом. После решения Дэвида Камерона отозвать депутатов-консерваторов Европейского парламента из центристской Европейской народной партии, чтобы сформировать фракцию «Европейские консерваторы и реформисты», Макмиллан-Скотт выступил против. Когда после европейских выборов 2009 года состав новой фракции был объявлен Кэмероном, Макмиллан-Скотт выразил протест. Новая фракция была описана лидером «Либеральных демократов» Ником Клеггом как «куча психов, гомофобов, антисемитов и отрицающих изменение обстановки». Он успешно выступал в качестве независимого вице-президента против кандидатуры фракции «Европейские консерваторы и реформисты», польского депутата Европейского парламента Михала Камински, критикуя предполагаемые прошлые связи Камински с экстремизмом, что подтвердил, в частности, Daily Telegraph. Является единственным вице-президентом, который был избран без выдвижения официальной кандидатуры партии. В результате этого протеста он лишился первоочерёдного права влиять на внутрипартийную дисциплинарную и законодательную деятельность и впоследствии был исключён из Консервативной партии.
В марте 2010 года он присоединился к либерал-демократам, с которыми обычно работал в тесном сотрудничестве по вопросам демократии и прав человека. В мае 2010 года он стал членом фракции Альянса либералов и демократов за Европу (АЛДЕ) в Европейском парламенте. Затем он занял пост вице-президента АЛДЕ в Европарламенте. В январе 2012 года он был вновь переизбран в качестве вице-президента в четвёртый раз. Он ещё раз получил должность по вопросам демократии и прав человека, дополнительно проводя работу по присуждению Премии Сахарова, парламентской премии, которой награждаются ежегодно за свободу слова и за заслуги в улучшения международных отношений. Во время выборов 2014 года он не был переизбран депутатом Европейского парламента, поскольку победа досталась Партии независимости Соединённого Королевства, а «Либеральные-демократы» потеряли все свои места, кроме одного.
Макмиллан-Скотт стал «бумажным» (то есть номинальным) кандидатом «Либеральных-демократов» на всеобщих выборах 7 мая 2015 года в депутаты от Йоркшира по избирательному округу Нормантон, Понтефрахт и Каслфорд и занял четвёртое место после Партии независимости Соединённого Королевства и консерваторов. Первое было сохранено за членом парламента Иветт Купер набравшей большинство (15,428) голосов.

## Юность
Родился 15 августа 1949 в Кембридже одним из семи детей покойного Уолтера, архитектора и покойной Элизабет Макмиллан-Скотт, урождённой Хадсон. Он обучался в частном порядке доминиканскими монахами. Макмиллан-Скотт работал в течение нескольких лет по всей Великобритании, в СССР и Африке директором американской компании. Говорит на французском, итальянском, немного на немецком и испанском языках. С 1973 года он работал в ведении государственных дел и в 1982 году создал свою собственную консультативную фирму Уайтхолл. Среди его клиентов — правительство Фолклендских островов. Он стал членом Консервативной Партии в 1967 году и присоединился к Европейскому Движению в 1973 году. Он был одним из совместных региональных координаторов кампании «Да — Европе» референдума 1975 года о членстве в ЕС.

## Европейский парламент
Макмиллан-Скотт был избран ДЭП для Йорка с 1984 по 1994 годы, а затем ЧЕП для Северного Йоркшира с 1994 по 1999 годы, и ЧЕП для Йоркшира и Хамбер с 1999 по 2014 годы.

## Функции и обязанности
В период с сентября 1997 года по декабрь 2001 года Макмиллан-Скотт был лидером Британских Консерваторов ДЕП и принимал участие в Теневом Кабинете по европейским вопросам. 23 июля 2004 года он был избран четвёртым из 14 вице-президентов Европарламента. Он был переизбран вице-президентом в 2007, 2009 и 2012 годах. Специальные обязанности Макмиллан-Скотта в качестве вице-президента включали отношения с национальными парламентами ЕС и Европейско-средиземноморской Парламентской Ассамблеей , которая объединяет 280 парламентариев из стран ЕС, Северной Африки и Ближнего Востока. После повторного избрания на пост вице-президента в 2009 году его сферами деятельности вице-президентом были демократия и права человека, отношения с национальными парламентами, а также председательствование в Аудиторской Коллегии Европейского парламента. После переизбрания в 2012 году он продолжил деятельность по демократии и правам человека, а также дополнительно в номинации Премии Сахарова и трансатлантических отношений.
Он основал регулярный форум между Сетью по Правам Человека и Демократии, включающий более 40 НПО, базирующихся в Брюсселе, и Европейским парламентом, целью которого является максимальное внимание ЕС по этим темам.
Он председательствовал в Наблюдательной группе, которая осуществляет контроль за всей деятельностью Европейского парламента по демократии и правам человека, в том числе наблюдение за выборами. Макмиллан-Скотт принимал участие в многочисленных подобных миссиях с 1990 года. Он был избран председателем крупнейших миссий по наблюдению за выборами Европейского парламента, 30 депутатов Европарламента, на Палестинских территориях в январе 2005 года и в январе 2006 года. Эти наблюдатели контролировали президентские и парламентские выборы Палестинской Национальной Автономии.

## Награды и премии

### Почётная медаль
В сентябре 2013 года Макмиллан-Скотту была вручена медаль Почёта в Венеции на базе Европейского межуниверситетского центра по правам человека и демократизации, включающего 41 университет, в знак признания его долговременных усилий в области защиты прав человека. Предыдущими победителями были Мэри Робинсон, бывший Верховный комиссар ООН по правам человека, и Манфред Новак, бывший Специальный докладчик ООН по вопросу о пытках.

### Выдающийся вклад
25 сентября Макмиллан-Скотт удостоен высшей награды за «Выдающийся Вклад» Премией ДЕП 2012 года, представленной журналом Parliament magazine, Брюссельским аналогом издания журнала Westminster’s House. Почётная грамота выдана за его достижения в области демократии и прав человека, особенно активного участия в Арабской Весне, а также его руководства одномандатной кампанией по прекращению ежемесячного перехода ДЕП из офиса в Брюсселе в официальное «местонахождение» в Страсбурге.

## Проведение кампаний

### Демократия и права человека
После падения Берлинской стены Макмиллан-Скотт основал Европейский Инструмент по Демократии и правам человека (ЕМДПЧ) с целью содействия развитию демократии и гражданского общества в странах бывшего советского блока, который в настоящее время направлен на демократизацию Арабского мира и стран, противостоящих реформам, таких как Китай, Куба и Россия. Организация выделяет € 150 млн тем, кто содействует правам человека и демократии, иногда даже без согласия принимающей страны — заявителя.
После его избрания в 1984 году, часто посещая страны бывшего советского блока и стран — союзников, где Макмиллан-Скотт имел контакты с диссидентами, он был арестован и оштрафован в Ленинграде (ныне Санкт-Петербург) в 1972 году за посещение бывших религиозных учреждений во время работы гидом. В октябре 1993 года он присутствовал во время попытки государственного переворота старой гвардией коммунистов против президента 
Бориса Ельцина и был единственным внешним политиком, выступившем на митинге Гари Каспарова Другая Россия в июле 2006 года. Он был первым внешним политиком, посетившим Белград в конце правления Слободана Милошевича, где провёл обзор более 30 реформистских и социальных проектов, финансируемых ЕМДПЧ.
С 2004—2012 годы он возглавил неофициальную межпартийную демократическую фракцию Европарламента, которая была создана для проведения кампании Европейского фонда развития демократии и прав человека (EED). Целью являлось создание аналога Вашингтонскому Национальному Фонду развития демократии, работающему на расстоянии «вытянутой руки» от ЕС, и быть открытым для дискуссий, экспертным и гибким. EED был создан в 2012 году.
Макмиллан-Скотт является одним из ведущих участников кампании по проведению реформы в Китае. После своего последнего визита в Пекин в мае 2006 года все диссиденты и бывшие узники совести, с которыми он имел контакты, были арестованы, заключены в тюрьму, а в некоторых случаях подверглись пыткам. Среди них христианский адвокат по правам человека Гао Чжишэн и активист-эколог Ху Цзя. Макмиллан-Скотт успешно номинировал Ху Цзя на премию Сахарова 2008 года за Свободу Слова, ежегодно присуждаемую Европейским парламентом. Он спонсировал многочисленные мероприятия, слушания и резолюции, направленные на реформы в Китае. В ноябре 2010 года он встретил художника диссидента Ай Вэйвэя, содизайнера стадиона Птичье Гнездо в Пекине, который сделал весьма критичную серию комментариев по поводу канала Макмиллан-Скотта на YouTube. Позже Ай Вэйвэй провёл несколько месяцев под домашним арестом в Пекине.
Макмиллан-Скотт выступал в защиту сохранения Индекса безнаказанности, принятый Международным уголовным судом на основе западногерманского процесса Сальцгитер во время холодной войны, когда разоблачение преступлений против человечности в тоталитарных государствах в дальнейшем могут приводить к уголовным процессам.
Он написал ключевой отчёт для Специального комитета по иностранным делам Европейского парламента, в котором был в своё время старейшим членом о новой ЕС-Китайской стратегии в 1997 году. После последующих визитов в Китай и разгона демонстрации в преддверии Олимпийских Игр он инициировал кампанию, направленную на политический бойкот ЕС Олимпийских Игр в Пекине в августе 2008. На мероприятии президенты Европейского парламента и Европейской Комиссии, Комиссар по внешним связям ЕС бойкотировали Игры.
Макмиллан-Скотт был первым политиком, посетившим Тибет в 1996 году после трёхлетнего запрета. Впоследствии он отстаивал независимость Тибета, принимая участие в многочисленных мероприятиях по освещению подавления в Тибете. Он и его сотрудники выступали с многочисленными речами и приняли участие в продемократической деятельности вместе с тибетскими изгнанниками.
В октябре 2006 года Макмиллан-Скотт посетил Кубу, где встретился с сахаровскими призёрами «Дамы в Белом» и покойным Освальдо Пайя, а также с другими диссидентами, с тех пор поощряя их кампанию за политические свободы.
30 мая 2015 года Макмиллан-Скотт с гордостью показал на Твиттере, что он был 45 в списке лиц, которым Кремль запретил въезд в Россию: «Меня снова запретили… в России — впервые с 1972 года… 45 в списке!».

### Фалуньгун

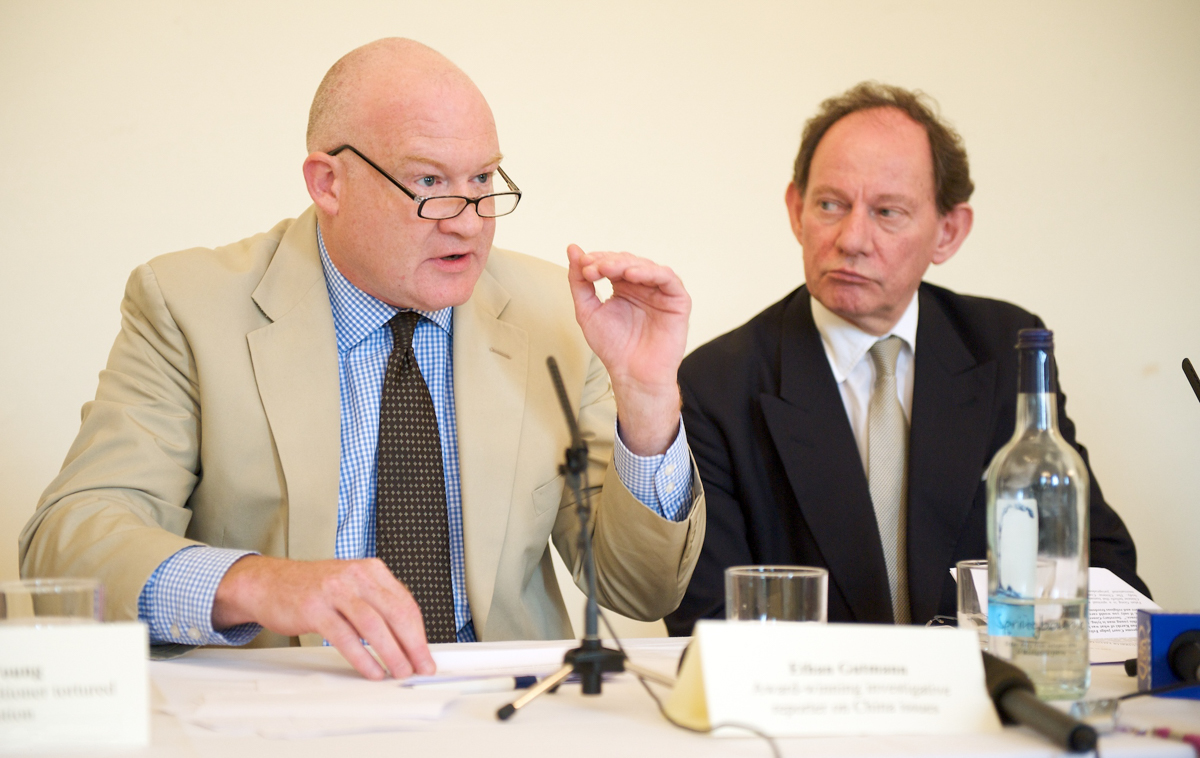
Эдвард Макмиллан-Скотт и Итан Гутман на пресс-конференции, 2009 год

Макмиллан-Скотт выступает в защиту Фалуньгун. В 2006 году он заявил: «Мы говорим о геноциде. Фалуньгун был дискриминирован. Поэтому правительства должны принять меры и оказать давление на ООН и поддержать проведение расследования». По словам Макмиллана-Скотт он встречался со многими бывшими заключёнными из числа последователей Фалуньгун и опубликовал отчёты о пытках, которым они, по  его данным, подвергались.
Он выступает против извлечения органов у последователей Фалуньгун в Китае. В 2012 году аффилированному с Фалуньгун телеканалу NTDTV он заявил: «Я абсолютно убеждён в том, что в течение длительного периода с 1999 года и позже проводилось изъятие органов у заключённых, в большинстве у практикующих Фалуньгун».

### Арабский мир
Макмиллан-Скотт проводил кампанию за реформы в арабском мире после визита в Иорданию в 1993 году. C 2003 года он отстаивал либеральную партию Египта El GHAD и добился освобождения её лидера, доктора Айман Нура после того, как он был заключён в тюрьму, противостоя бывшему президенту Мубараку в 2005 году. Он был первым внешним политиком, добравшимся до Каира в конце революции в феврале 2011 года и нанёс ряд визитов в регион в последующие месяцы. В сентябре 2012 года совместно с лидером группы АЛДЕ в Европейском парламенте Ги Верхофстадт он присутствовал на открытии «Арабских Лидеров за Свободу и Демократию». На встречах присутствовали среди прочих доктор Айман Нур, господин Амре Мусса и временный премьер Ливии Махмуд Джибрил.

### Права детей
Макмиллан-Скотт проводит кампании по улучшению прав детей в странах ЕС и рассматривает ряд транснациональных случаев похищения детей. Он начал кампанию оповещения о пропавших детях в масштабах ЕС, аналогичной системе оповещения о пропаже ребёнка AMBER Alert в США вместе с Кейт и Джерри Макканн, родителями пропавшей Мадлен. Разрешение по этому вопросу летом 2008 года было спонсировано Макмиллан-Скоттом и получило поддержку большинства депутатов Европарламента. В США Ambert Alert Министерства Юстиции нашла более 500 похищенных детей с 2003 года, 80 % в течение критических первых 72 часов. Франция имеет идентичную систему, но другие страны, в том числе Великобритания полагаются на системы поисков полиции и детских благотворительных учреждений.

### Борьба с мошенничеством
В 1999 году Макмиллан-Скотт был дискредитирован «осведомителем» Полом ван Бутэненом за его роль в раскрытии деятельности Европейской комиссии в 1999 году. После раскрытия Макмиллан-Скоттом мошенничества в туристическом отделе Комиссии ЕС в 1990 году Макмиллан-Скотт выступал за реформы и в 1995 году вызвал самый первый рейд группы по борьбе с мошенничеством в Комиссии Бельгии. После доклада группы независимых Старейшин Комиссия была позже обвинена в серьёзных нарушениях, кумовстве и обвинениях в мошенничестве, приведших к отставке президента Жака Сантера и всех его комиссаров в 1999 году.
Его кампания 'Золотое руно' против мошенничества и злоупотребления доверием на Коста Вилле и Тайм-шер рынке завоевала широкую поддержку, что привело к Директиве Тайм-шер ЕС в 1994 году. Он продолжил кампанию за более защищённые права собственности в соседних с ЕС странах, поскольку покупатели переезжают на Балканы, в Турцию и Северную Африку, где правовая база является более безопасной.

### Одномандатность Европейского парламента в Брюсселе
Макмиллан-Скотт является членом инициатив, направленных на прекращение ежемесячных четырёхдневных сессий Европарламента в Страсбурге с момента его избрания в 1984 году. В октябре 2010 года он создал Брюссельско-Страсбургскую Исследовательскую группу Brussels-Strasbourg Study Group из старших членов Европарламента с целью предоставления объективной информации. Его отчёт за февраль 2011 года 'A Tale of Two Cities' «Повесть о двух городах» указывает, что дополнительные расходы составляют € 180 млн и 19,000 тонн CO2 в год. Одномандатная кампания направлена на перемещение всех видов деятельности Европейского парламента в Брюссель. Макмиллан-Скотт был удостоен Премии журнала Парламент 2012 года 'Outstanding Contribution' за «выдающийся вклад» частично за его руководство кампанией, в результате которой значительное большинство членов Европарламента голосуют за свои правительства для рассмотрения проблемы.

### Надёжное продовольственное снабжение
С 2008 года Макмиллан-Скотт не употребляет мяса для снижения возможного влияния на изменения климата, и в декабре 2009 года он пригласил сэра Пола Маккартни на конференцию Меньше мяса = Меньше тепла, совместно с доктором Раджендра Пачаури, председателем Межправительственной группы экспертов по изменению климата. Маккартни проводил кампании за меньшее потребление мяса, например «Без мяса по понедельникам». Долгосрочный борец за реформы общей политики рыболовства ЕС в июне 2011 года Макмиллан-Скотт пригласил Хью Фернли-Уитингстол в Брюссель с целью организовать международный проект супер-повара Fish Fight «Борьба против выброса рыбы». 3 декабря 2013 года Эдвард запустил проект Евросоюза «Смысл Еды»: ваше право на правильную пищу, кампания по устойчивой продовольственной политике в ЕС с целью замены нерациональной сельскохозяйственной политики.

## Уход из консервативной партии
До европейских выборов в июне 1999 года Британские Консерваторы ЧЕП были союзническими членами Европейской Народной Партии (ЕНП). После выборов совместно с лидером Консервативной партии Уильямом Хейгом Макмиллан-Скотт вёл переговоры о «соглашении Малага», которое предусматривает более беспристрастное отношение между 36 британскими консерваторами ЧЕП и вновь образованной коалицией Европейской Народной Партии — Европейские Демократы (ЕНП-ЕД). Данное соглашение оставалось в силе до выборов 2009 года, когда консерваторы разорвали связи с ЕНП и сформировали часть новой группы Европейских Консерваторов и Реформистов (ЕКР).
После переизбрания в Европарламент Макмиллан-Скотт покинул группу ЕНП и присоединился к новой группе ЕКР в соответствии с манифестом Консерваторов для выборов. Он присутствовал на первом торжественном заседании новой группы в Брюсселе 24 июня, где высказался, что чувствовал себя неловко с некоторыми членами группы, имеющими связи с экстремистскими группами.
В июле 2009 года он успешно прошёл переизбрание в качестве вице-президента Европарламента против кандидатуры новой группы ЕКР Михала Камински — польского ЧЕП от Партии за Право и справедливость после обнаружения прошлых связей Камински с экстремистской группой в Польше. В результате Консервативный «кнут» был изъят, Макмиллан-Скотт был назначен на должность в качестве незакреплённого (не вписанного) члена в Европейском парламенте, хотя он оставался членом Британской Консервативной Партии.
10 августа 2009 года Уильям Хейг написал письмо Макмиллан-Скотту, отмеченное на сайте Дома Консерваторов как ‘унизительное’. 15 сентября 2009 года он был исключён из Консервативной партии без объяснения причин. Старейшина Yorkshire Post опубликовал критическое заявление под названием «Своя цель как сила Консерваторов вне рамок порядочного человека» . Макмиллан-Скотт апеллировал и издал ряд открытых писем к своим избирателям, но после того, как его адвокаты заявили, что он не может ожидать справедливого слушания от Консервативной Партии, он написал Дэвиду Кэмерону 12 марта 2010 года с изложением причины для отзыва своей апелляции. Дискредитация Макмиллан-Скотта Консервативной Партией включала изменение страниц Википедии в попытке «изменить в лучшую сторону негативные дела жизни» Михала Камински, председателя ЕКР. Макмиллан-Скотт также совершенно правильно заявил, что статья о нём была отредактирована таким же образом. Статья, опубликованная в газете The Observer, сообщает об изменениях к статьям, сделанным 25 июня 2009 года с IP-адресов, принадлежащих членам Палаты Общин Соединённого Королевства.

### Защита права
Макмиллан-Скотт долго изучал тоталитаризм, его оппозицию к советской системе поддерживали многие консерваторы. Однако с переходом к демократии он обнаружил, что всё в большей степени Консервативная Партия видела расширение Европейского Союза как средство для расчленения ЕС. Это начало становиться общей причиной, как видел Макмиллан-Скотт, появления правых групп и фракций в новых демократиях. Из истории своей семьи Макмиллан-Скотт опасался возрастания скрытого экстремизма и неофашизма . Статья в Time, вышедшая после европейских выборов 2009 года сообщила, что Европа совершила правый поворот, охватывающий возрождение права в десяти странах ЕС. Отказ Макмиллан-Скотта от новой группы ЕКР Дэвида Кэмерона и его успешная позиция в качестве независимого вице-президента против Михала Камински, в конце концов, привели его к разрыву с Консервативной Партией.

## Присоединение к либерал-демократам
12 марта 2010 года Макмиллан-Скотт присоединился к либерал-демократам, так как чувствовал, что их платформа более защищает права человека и международную программу. Либеральные демократы являются членами Группы Альянса Либералов и Демократов за Европу в Европейском парламенте, к которому Макмиллан-Скотт официально присоединился 17 мая. Он был назначен членами либерал-демократов, а затем группой АЛДЕ в качестве кандидата на пост вице-президента в январе 2012 года и затем был успешно переизбран. Он описал Коалицию как 'самый счастливый момент в политической жизни: либерал-демократы изменили экстремистов консерваторов'.

### Семья
Макмиллан-Скотт женился на Генриетте, адвокате по правам детей в 1972 г. У них есть две дочери, Люсинда 1973 г.р. и Арабелла 1976 г.р. и три внучки, Эди 1999 г.р., Эсме 2001 г.р. и Сильвия 2012 г.р.

## Публицистика
- Secret atrocities of Chinese regime 'Yorkshire Post ', 13 июня 2006
- Europe must help end forced organ harvesting in China 'EP Today ', 31 марта 2014 года

## Документальные фильмы
Он участвовал в Передаче 6-10 (2009) и в Красном режиме : Кровавая жатва заключённых Китая (2013).